# Stenoschema gracile
Stenoschema gracile är en insektsart som beskrevs av Brunner von Wattenwyl 1895. Stenoschema gracile ingår i släktet Stenoschema och familjen vårtbitare. Inga underarter finns listade i Catalogue of Life.